# Vratislavská madona
Vratislavská madona je gotická socha z období Krásného slohu, vytvořená dílnou Mistra Toruňské madony přibližně v letech 1400-1408. Byla nalezena před rokem 1945 ve skladu Vratislavského muzea ve Vratislavi (Dolnoslezské vojvodství) pro umělecký průmysl a starožitnosti (Museum für Kunstgewerbe und Altertümer) a je nyní umístěna v Národním muzeu ve Varšavě (Varšava,  Mazovské vojvodství).

## Socha Madony
Opuková socha vysoká 113 cm, se stopami původní polychromie (bílý plášť s modrou podšívkou, zlacené lemy, koruna, vlasy), byla zřejmě umístěna na samostatném podstavci neboť je sochařsky opracována ze všech stran. Typově odpovídá Toruňské madoně a nepochybně vznikla ve stejné dílně, ale sochař převzal některé motivy Krumlovské madony.
Podle Kutala se jedná o vývojově mladší práci z doby, kdy docházelo k postupnému splývání obou zprvu zřetelně odlišených kompozičních typů. S Toruňskou madonou se shoduje popřením principu kontrapostu – umístěním dítěte nad pokrčenou levou volnou nohu. Zachovává také centrální hluboký záhyb drapérie, obkružující volnou ruku a dítě s jablkem. Složitý systém svislých záhybů pláště, který byl u Toruňské madony na levém boku, je přemístěn na pravou stranu, kde Marie drží na ruce Ježíška. Krumlovská madona drží oběma rukama dítě, které patrně svíralo v pravé ruce jablko a volnou rukou přidržovalo volný cíp jejího pláště. Podobný motiv, který sochař uplatnil u Vratislavské madony, dosti radikálně porušil původní kompoziční schéma a navíc nemá logické opodstatnění, neboť plášť je přehozen přes ruku matky a není třeba, aby byl přidržován.
Stejný typ kompozice byl uplatněn u některých dílenských prací z pozdější doby, jako je Madona františkánského kláštera v Salcburku, Madona z Wetzlaru nebo Madona z Horbu (kolem 1420).

### Příbuzná díla
- Toruňská madona
- Krumlovská madona
- Madona františkánského kláštera v Salcburku
- Pieta z kostela sv. Alžběty ve Vratislavi
- 1408 Madona v tympanonu kostela v Irrsdorfu
- 1420 Madona z Horbu[5]
- Madona z Wetzlaru, Kassel[6]